# Valentine Davies Award
Le Valentine Davies Award, un des Writers Guild of America Awards nommé ainsi en l'honneur de Valentine Davies, est un prix spécial donné à un membre de la WGA dont les contributions à l'industrie du divertissement et de la communauté dans son ensemble ont apporté la dignité et l'honneur à l'ensemble de ses confrères.

## Années 1960
- 1962 : Mary McCall Jr
- 1963 : Allen Rivkin
- 1964 : Morgan Cox
- 1965 : James R. Webb
- 1966 : Leonard Spigelgass
- 1967 : Edmund H. North
- 1968 : George Seaton
- 1969 : Dore Schary

## Années 1970
- 1970 : Richard Murphy
- 1971 : Dan Taradash
- 1972 : Michael Blankfort et Norman Corwin
- 1973 : William Ludwig
- 1974 : Ray Bradbury et Philip Dunne
- 1975 : Fay Kanin
- 1976 : Winston Miller (en)
- 1977 : Carl Foreman
- 1978 : Norman Lear
- 1979 : Melville Shavelson

## Années 1980
- 1980 : David W. Rintels
- 1981 : Arthur Orloff
- 1982 : Mort R. Lewis
- 1983 : Hal Kanter
- 1984 : Jerome Lawrence (en) et Robert Edwin Lee (en)
- 1985 : Charles Champlin
- 1986 : Ronald Austin
- 1987 : William Froug (en)
- 1988 : Lois Peyser
- 1989 : Michael Kanin et Garson Kanin

## Années 1990
- 1990 : John Furia
- 1991 : Frank Pierson
- 1992 : Allan Burns (en)
- 1993 : True Boardman
- 1994 : Phil Alden Robinson
- 1995 : Garry Marshall
- 1996 : Mike Farrell
- 1997 : Jonathan Estrin et Shelley List (à titre posthume)
- 1998 : Gary David Goldberg
- 1999 : Barry Kemp

## Années 2000
- 2000 : Alan Alda
- 2001 : Paul Haggis
- 2002 : David Angell (à titre posthume)
- 2003 : Aaron Ruben (en)
- 2004 : Neal Baer (en)
- 2005 : Irma Kalish
- 2006 : pas de récompense
- 2007 : Larry Gelbart
- 2008 : Tom Schulman
- 2009 : Carl Reiner et Victoria Riskin

## Années 2010
- 2010 : pas de récompense
- 2011 : Seth Freeman et Susannah Grant
- 2012 : pas de récompense
- 2013 : Philip Rosenthal
- 2014 : Sam Simon
- 2015 : Ben Affleck